# 14th Street/Sixth Avenue
14th Street/Sixth Avenue è una stazione della metropolitana di New York situata all'incrocio tra le linee IRT Broadway-Seventh Avenue, BMT Canarsie e IND Sixth Avenue. Nel 2019 è stata utilizzata da 14 736 035 passeggeri. È servita dalle linee 1, 2, F e L sempre, dalla linea 3 sempre tranne di notte e dalla linea M durante i giorni feriali esclusa la notte.

## Storia
La stazione sulla linea IRT Broadway-Seventh Avenue fu aperta il 1º luglio 1918, quella sulla linea BMT Canarsie il 30 giugno 1924 e infine quella sulla linea IND Sixth Avenue il 15 dicembre 1940. Le tre stazioni furono collegate tra di loro il 16 gennaio 1978.

## Strutture e impianti
La stazione è sotterranea e si sviluppa su tre livelli, il livello superiore ospita i mezzanini, quello intermedio le stazioni delle linee IRT Broadway-Seventh Avenue e IND Sixth Avenue e quello inferiore la stazione della linea BMT Canarsie.
La stazione della linea IRT Broadway-Seventh Avenue ha due banchine ad isola e quattro binari, i due esterni per i treni locali e i due interni per quelli espressi. È posta al di sotto di Seventh Avenue e ha otto uscite per il piano stradale, due all'incrocio con 12th Street, due all'incrocio con 13th Street e quattro all'incrocio con 14th Street.
La stazione della linea IND Sixth Avenue ha due banchine laterali e due binari. È posta al di sotto di Sixth Avenue e ha cinque uscite, quattro all'incrocio con 16th Street e una su 14th Street.
La stazione della linea BMT Canarsie ha una banchina ad isola e due binari. È posta al di sotto di 14th Street e ha otto uscite posizionate ai quattro angoli dell'incrocio con Sixth Avenue.

## Interscambi
La stazione è servita da alcune autolinee gestite da NYCT Bus. Inoltre, costituisce interscambio con la fermata 14th Street della metropolitana regionale Port Authority Trans-Hudson (PATH).
- Stazione metropolitana (14th Street, PATH)
- Fermata autobus